# Paweł Lisicki

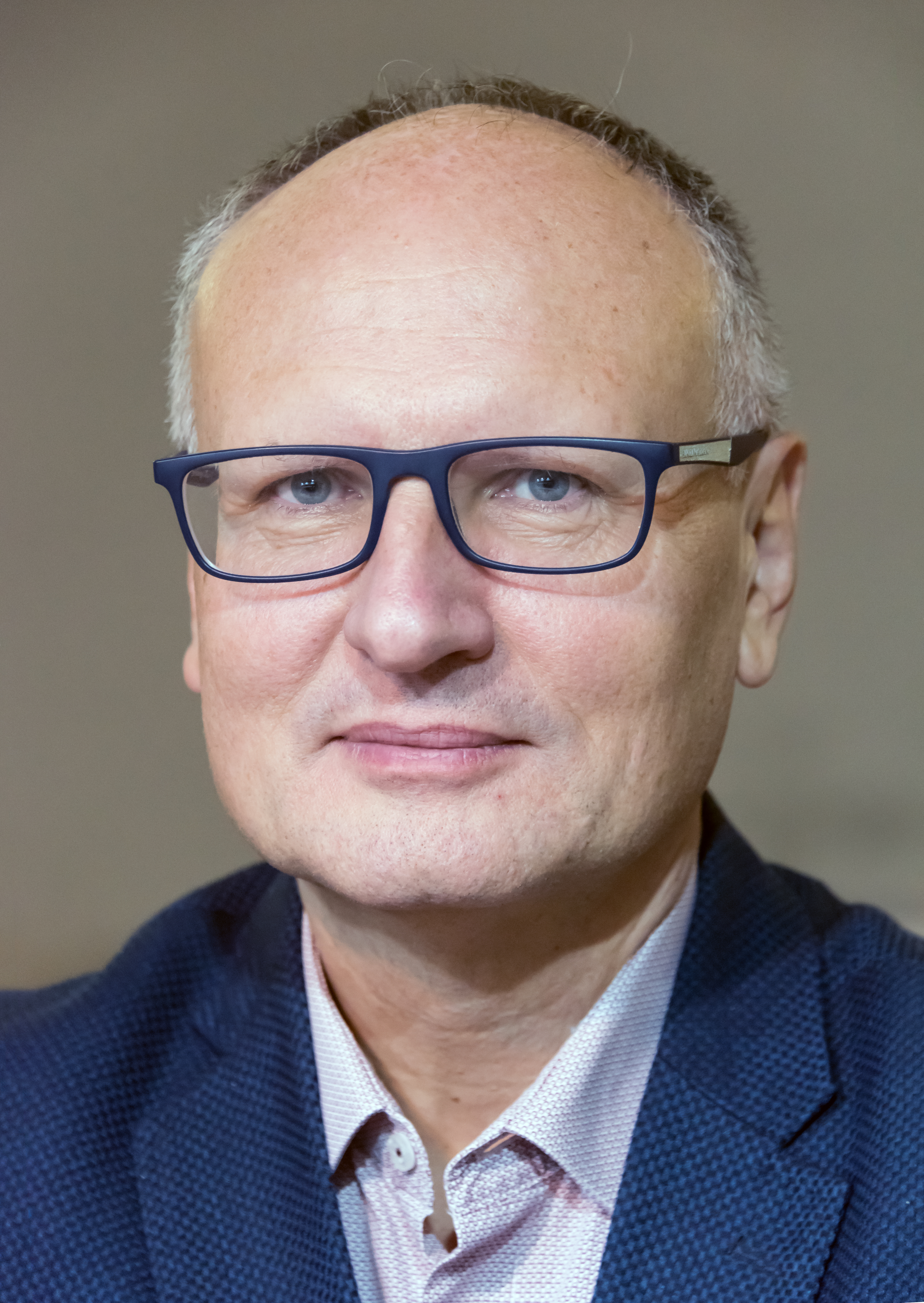
Paweł Lisicki, 2022

 Paweł Andrzej Lisicki (* 20. September 1966 in Warschau) ist ein polnischer Journalist und Essayist. Er gilt als einer der Vordenker der polnischen Nationalkonservativen.

## Biographie
Nach dem Abitur in Warschau studierte Lisicki an der Universität Warschau Jura. 1988 trat er dem antikommunistischen Unabhängigen Studentenverband NZS bei.
Von 1991 bis 1993 war er Redakteur der Tageszeitung „Życie Warszawy“, von 1993 bis 2005 von „Rzeczpospolita“. Im Streit um die Veröffentlichung von „Wildsteins Liste“, einem Verzeichnis mit Klarnamen von Informanten des aufgelösten Geheimdienstes SB, die sein Redaktionskollege Bronisław Wildstein unter Journalisten verteilt hatte, verteidigte er diesen. Als Wildstein gekündigt wurde, verließ Lisicki aus Solidarität mit ihm ebenfalls die Redaktion von „Rzeczpospolita“.
Doch bereits ein Jahr später, 2006, kehrte er zurück, nun als Chefredakteur. Auf diesen Posten hatte ihn die nationalkonservative Partei Recht und Gerechtigkeit (PiS) von Jarosław Kaczyński durchgesetzt. Der polnische Staat hielt damals 49 Prozent der Anteile des Verlags. Unter Lisicki veränderte sich der Kurs der „Rzeczpospolita“, die bislang liberalkonservative Positionen vertreten hatte: Sie unterstützte die regierende PiS. Zahlreiche langjährige Redakteure verließen die Zeitung.
Unter Lisickis Ägide betonten die Kommentatoren und Berichterstatter der Zeitung die deutsch-polnischen Differenzen, beginnend mit der umstrittenen Ostsee-Pipeline bis zu historischen Kontroversen. Das Projekt des Zentrums gegen Vertreibungen wurde als Bedrohung für den polnischen Staat dargestellt. Redakteure waren angewiesen, das Internet täglich nach negativen Nachrichten über Deutschland durchzuforsten.
Auf dem Posten hielt sich Lisicki bis 2011. Nach seiner Ablösung leitete er das im selben Verlag wie „Rzeczpospolita“ erscheinende Wochenmagazin „Uważam Rze“. Nach der Entlassung durch die neuen Eigner des Verlags gründete er 2013 das nationalkonservative Wochenmagazin „Do Rzeczy“, das mit der 2015 gewählten PiS-Regierung sympathisiert.

## Publizistische Positionen
Lisicki gibt an, von deutschen Philosophen geprägt zu sein. Selbst hat er mehrere Werke deutscher Theologen ins Polnische übersetzt, darunter von Martin Buber und Karl Adam. Doch betrachtet er die bundesdeutsche Gesellschaft kritisch. Besonders stört ihn nach eigenem Bekenntnis die „moralische Arroganz“ vieler Deutscher gegenüber ihren osteuropäischen Nachbarn.
Nach seinen eigenen Worten möchte er als Publizist zur Stärkung des Patriotismus und „Polentums“ (polskość) beitragen. Er sieht das Polentum untrennbar mit dem Katholizismus verbunden. Das polnische Branchenmagazin Press warf ihm vor, mitunter „die antisemitische Karte zu spielen“.
Hatte er als Chefredakteur von „Rzeczpospolita“ auf eine harte Konfrontation mit den Deutschen vor allem in historischen Debatten gesetzt, so kritisierte er 2017 Forderungen aus den Reihen der Regierungspartei PiS, von der Bundesrepublik Reparationen wegen der von den deutschen Besatzern im Zweiten Weltkrieg angerichteten Zerstörungen zu verlangen.
Die Flüchtlingspolitik von Bundeskanzlerin Angela Merkel kritisierte er scharf. Er sieht die vom Christentum geprägte Kultur West- und Mitteleuropas durch einen massiven Zuzug moslemischer Immigranten gefährdet. Polen darf sich nach seinen Worten keinesfalls dem „Diktat Brüssels“ beugen und moslemische Migranten aufnehmen. In dem 2018 veröffentlichten Science-Fiction-Roman Epoka Antychrysta (Die Epoche des Antichrists) zeichnete er ein Bild von Europa, das sich wegen der hohen Zahl moslemischer Immigranten in einer schweren politischen, gesellschaftlichen und wirtschaftlichen Krise befindet.
Besonders Anliegen ist Lisicki das Gedenken der polnischen Opfer im Zweiten Weltkrieg. Er äußerte immer wieder die Befürchtung, das Schicksal der von den Besatzern ermordeten katholischen Polen werde in der Geschichtsschreibung ignoriert, da diese vom Holocaust dominiert sei. In dem umstrittenen Essayband „Blut an unseren Händen?“ (2016) vertritt er die Auffassung, das Gedenken des Schicksals der ermordeten Juden habe längst die Ausmaße einer „Holocaust-Religion“ angenommen. Übersehen wird dabei nach seinen Worten namentlich in der amerikanischen und deutschen Geschichtsschreibung, dass Juden erheblichen Anteil am Aufbau des repressiven Sowjetsystems hatten: „Ihnen kommt ein Großteil der Verantwortung für den Sieg der Revolution wie für die beispiellosen Verbrechen des Regimes zu.“
Lisicki wendet sich gegen die These, viele katholische Polen seien zu Helfern der Deutschen bei der Vernichtung der Juden geworden. Er gehört zu den schärfsten Kritikern des polnisch-amerikanischen Historikers Jan T. Gross, der in mehreren Büchern über das besetzte Polen und die Jahre unmittelbar nach dem Zweiten Weltkrieg Verbrechen geschildert hat, die katholische Polen an Juden begangen haben.
Nach Aussagen früherer Redaktionsmitglieder hat er in seiner Zeit als Chefredakteur von Rzeczpospolita den Abdruck von Artikeln über pädophile Straftaten katholischer Priester blockiert, weil er habe verhindern wollen, dass der Zeitung ein „Kampf gegen die Kirche“ nachgesagt werden könne. In seinem Buch „Dogma und Tiara“ (2020) kritisiert er die Reformen in der katholischen Kirche, die vom Zweiten Vatikanischen Konzil ausgegangen sind. Die Reformen, zu deren Vordenkern seinerzeit Joseph Ratzinger gehört habe, seien auf die Zerstörung zweier Grundpfeiler der Kirche hinausgelaufen: des Glaubensdogmas und der Autorität der Kirche. Lisicki kritisiert auch den Dialog, den Johannes Paul II. mit Juden und Muslimen geführt hat. Nach seinen Worten hat das Zweite Vaticanum dazu geführt, dass die Kirchen sich weltweit leeren.
2020 sprach sich Lisicki für einen Polexit aus, das Ausscheiden Polens aus der Europäischen Union.

## Bücher
- Das Haupt von Holofernes. Biblioteka Fronda, Warschau 2000, ISBN 83-912541-6-X.
- Kto zabił Jezusa? [Wer hat Jesus getötet?] Wydawnictwo M, Warschau 2013, ISBN 978-83-7595-509-5.
- Tajemnica Marii Magdaleny. [Das Geheimnis der Maria Magdalena] Wydawnictwo M, Warschau 2014, ISBN 978-83-7595-662-7.
- Czy Jezus jest Bogiem? [Ist Jesus Gott?] Wydawnictwo M, Warschau 2014, ISBN 978-83-7595-846-1.
- Dżihad i samozagłada Zachodu. [Der Dschihad und die Selbstvernichtung des Westens] Fabryka slów, Lublin 2015, ISBN 978-83-7964-078-2.
- Krew na naszych rękach? [Blut an unseren Händen?] Fabryka słów, Lublin 2016, ISBN 978-83-7964-174-1.
- Luter. Ciemna strona rewolucji. [Luther. Die dunkle Seite der Revolution] Fronda, Warschau 2017, ISBN 978-83-8079-169-5.
- Dogmat i tiara. Esej o upadku rzymskiego katolicyzmu. [Dogma und Tiara. Essay über den Untergang des römischen Katholizismus] Fronda, Warschau 2020, ISBN 978-83-8079-549-5.
- Kto fałszuje Jezusa? Odpowiedź na oskarżenia współczesnych ateistów. [Wer fälscht Jesus? Eine Antwort auf die Anschuldigungen moderner Atheisten], Wydawnictwo Esprit, Kraków 2021, ISBN 978-83-66859-02-9.